# Peter Edward Brandham
Peter Edward Brandham (1937) es un botánico, algólogo y taxónomo inglés, del Laboratorio Jodrell, Real Jardín Botánico de Kew.
Ha descubierto y catalogado más de 10 plantas de la familia de Aloaceae, particularmente del género Aloe.

## Honores

### Epónimos
Especies
- (Aloaceae) Aloe brandhamii S.Carter[5]

## Obra
- La abreviatura «Brandham» se emplea para indicar a Peter Edward Brandham como autoridad en la descripción y clasificación científica de los vegetales.[6]